# Парламентские выборы на Ямайке (2007)
Парламентские выборы на Ямайке проходили 3 сентября 2007 года. Выборы первоначасльно планировались на 27 августа, но были перенесены из-за урагана Дин. 
В результате минимальную победу одержала оппозиционная Лейбористская партия, получив 32 из 60 мест парламента, после 18 лет правления Народной национальной партии.

## Результаты
| Партия                                                            | Голоса  | %     | +/–  | Места | +/– |
| ----------------------------------------------------------------- | ------- | ----- | ---- | ----- | --- |
| Народная национальная партия                                      | 410 438 | 50,27 | +2,9 | 32    | +6  |
| Лейбористская партия                                              | 410 438 | 50,27 | +2,9 | 32    | +6  |
| Национальное демократическое движение                             | 354     | 0,04  |      | 0     | ±0  |
| Независимые                                                       | 220     | 0,03  |      | 0     | ±0  |
| Политическая партия при Императорской эфиопской мировой федерации | 192     | 0,02  |      | 0     | ±0  |
| Иерусалимский хлебный фонд                                        | 9       | 0,00  |      | 0     | ±0  |
| Недействительных/пустых бюллетеней                                | 4 819   | –     | –    | –     | –   |
| Всего                                                             | 821 325 | 100   |      | 60    |     |
| Зарегистрированных избирателей/Явка                               |         | 61,46 | –    | –     | –   |
| Источник: Избирательнай комиссия                                  |         |       |      |       |     |